# Temple calviniste de Szilágyi Dezső tér
Le Temple calviniste de Szilágyi Dezső tér (Szilágyi Dezső téri Református templom) est une église calviniste de Budapest en Hongrie, située dans le quartier de Víziváros.